# Encephalartos friderici-guilielmi
Encephalartos friderici-guilielmi — вид голонасінних рослин класу саговникоподібні (Cycadopsida).
Етимологія: вшанування Фрідріха Вільгельма (Friedrich Wilhelm, латинізовано до friderici guilielmi), короля Пруссії 19-го століття і покровителя науки.

## Опис
Рослини деревовиді; стовбур 4 м заввишки, 40–60 см діаметром. Листки 100—150 см в довжину, сині або срібні, до синьо-зелених, тьмяні; хребет зелений, прямий, жорсткий; черешок прямий, без колючок. Листові фрагменти лінійні; середні — 10–18 см завдовжки, шириною 7–8 мм. Пилкові шишки 1–12, ледь яйцевиді, жовті, завдовжки 30–40 см, 8–10 см діаметром. Насіннєві шишки 1–5, яйцеподібні, жовті, завдовжки 25–30 см, 15–20 см, діаметром. Насіння довгасте, завдовжки 25–30 мм, шириною 15–20 мм, саркотеста жовта.

## Поширення, екологія
Країни поширення: ПАР (провінції Східний Кейп, Квазулу-Наталь). Росте на висотах від 700 до 1400 м. Цей вид зустрічається в гірських луках і відкритих чагарниках на кам'янистих хребтах.

## Загрози та охорона
Цей вид знаходиться під загрозою через надмірний збір для декоративних цілей, і в результаті збору для традиційної медицини. Рослини знаходяться в англ. Longhill Nature Reserve, Lawrence De Lange Nature Reserve.